# Jelinek Gábor

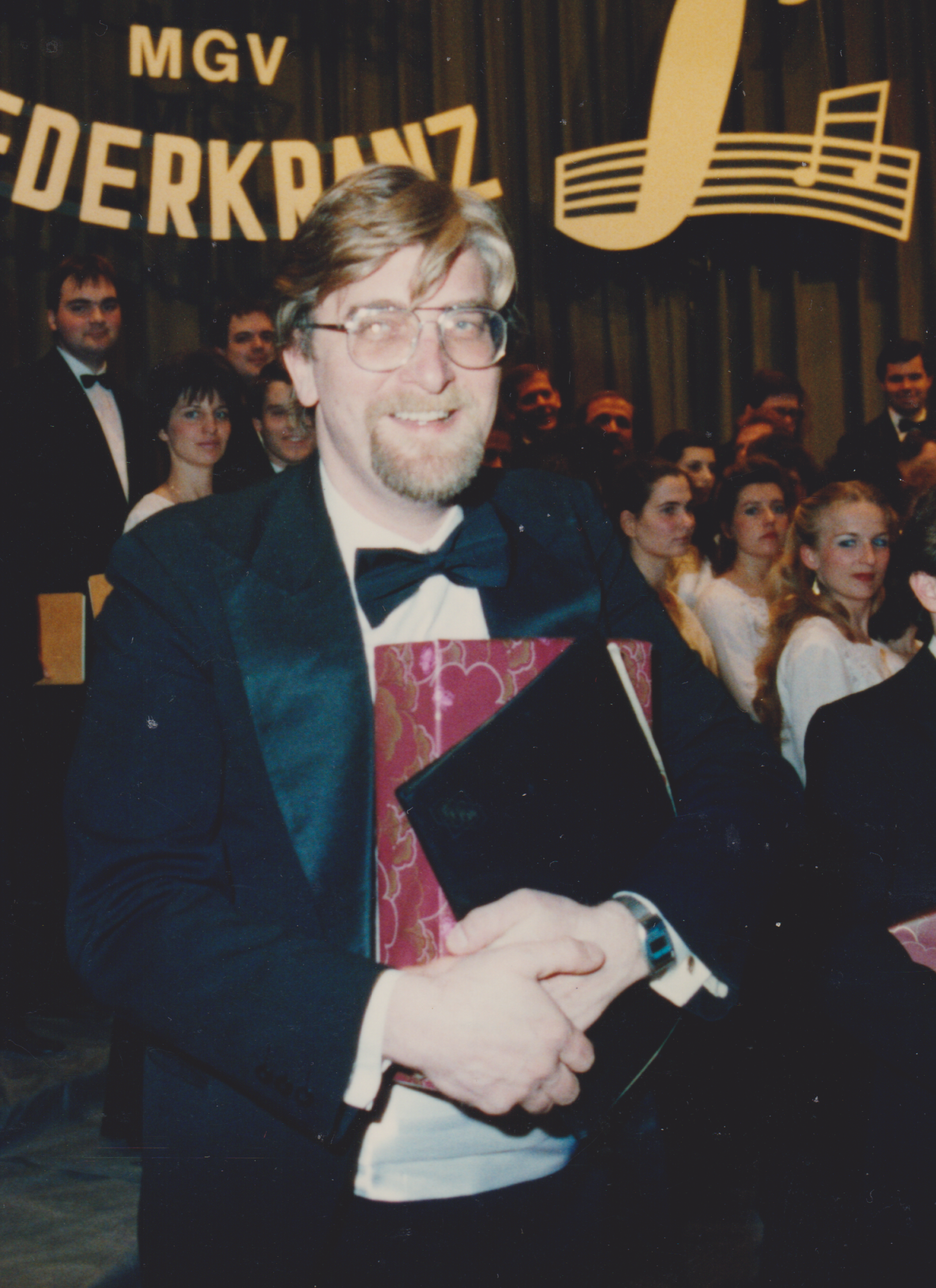
Koncerten

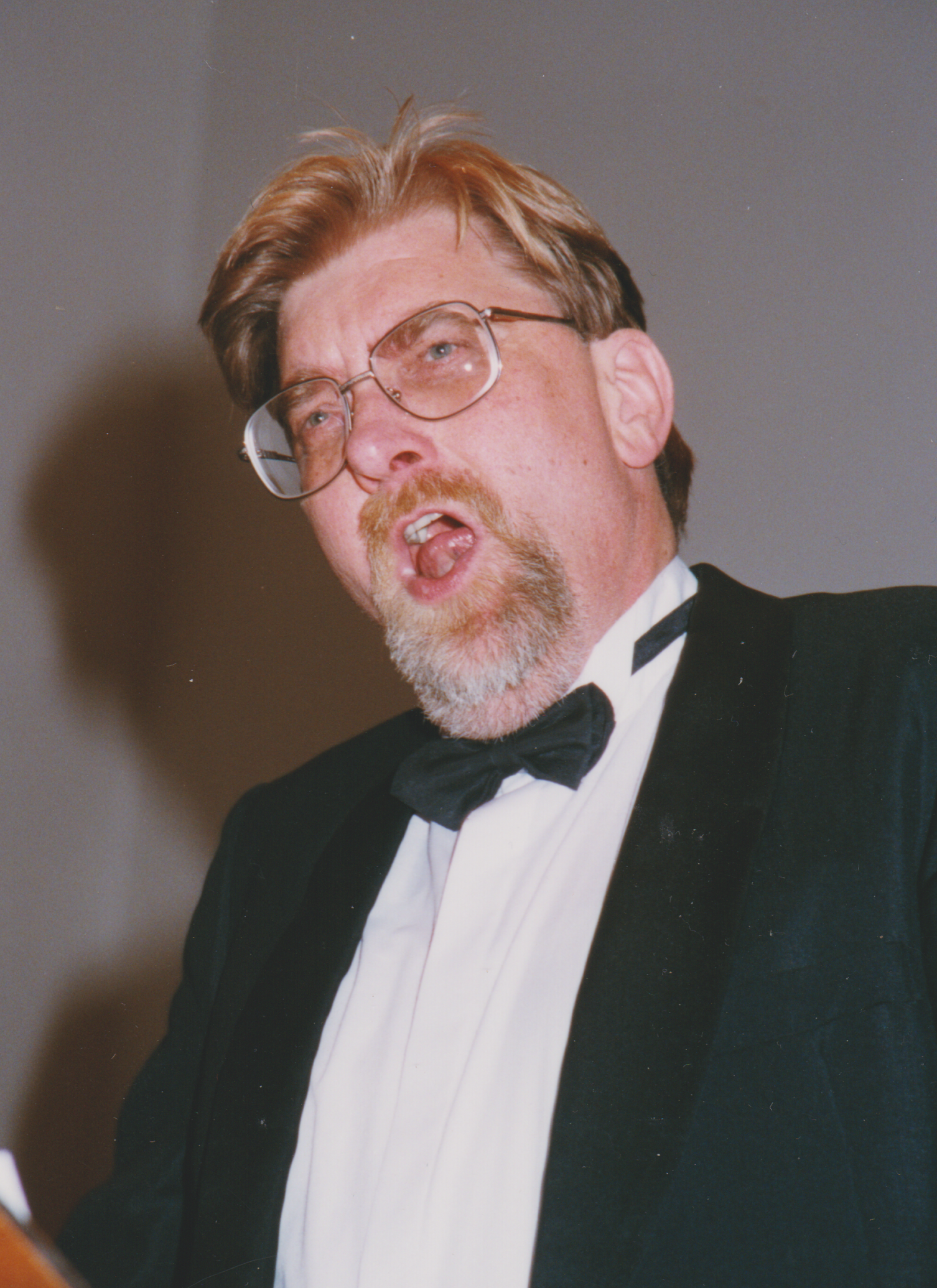
A Winterreise-dalciklus előadása

Jelinek Gábor (Budapest, 1948. március 11. – ) magyar nyugalmazott egyetemi és konzervatóriumi művésztanár, művészetoktatási szakértő, énekművész (basszbariton).

## Életpályája
1967-ben érettségizett a Piarista Gimnázium diákjaként. Elvégezte a Fővárosi Zeneiskola Zongoraszakát, majd orgonát és zeneszerzést tanult. Már gyermekkorában fiúszopránként kórusokban énekelt. 1968-ban a Honvéd Művészegyüttes Kórusában és a Magyar Rádió Énekkarában működött. 
1970-ben Farkas Ilonka (a Bécsi Állami Operaház magánénekese) óráin képeztette magát. 1971-ben felvételt nyert a Liszt Ferenc Zeneművészeti Főiskola ének-tanszakára. 1976-ban énekművész- és ének-művésztanári diplomát szerzett. Tanárai voltak Sziklay Erika énekművész, Réti József operaénekes és Keönch Boldizsár énekművész.
1974-ben még művésztanár-gyakornokként kezdte meg oktatói tevékenységét a Színház- és Filmművészeti Főiskola kötelékében, ahol 2008-ig, nyugdíjba vonulásáig tanított. Az egyetemmel párhuzamosan konzervatóriumokban magán- és kamaraéneket oktatott.
Növendékei nagy sikerrel szerepelnek itthon és külföldön, hazai és nemzetközi énekversenyek győztesei, helyezettjei. Tanítványai közül művészeti tevékenységük mellett számosan oktatnak egyetemeken, főiskolákon. Magas szintű művészeti kitüntetések tulajdonosai.
Énektanári tevékenységéhez kapcsolódva mesterkurzusokat, posztgraduális előadásokat tartott. Énekversenyeken zsűrizett, elnökölt.
1995-ben a Művelődési és Közoktatási Minisztérium művészetoktatási szakértővé nevezte ki. Többek között az Országos Pedagógiai Intézet felkérésére szaktanácsadóként működött közre az új énekoktatási tanterv kidolgozásában.
Oktatói tevékenysége mellett aktív énekművész volt. 1977-ben Az Országos Filharmónia Vizsgabizottságtól előadóművészi-működési engedélyt kapott (opera-, oratórium-, dal-, kamara-musical-, operett-énekesként). Repertoárján szerepeltek nevezett műfajok legértékesebb szólamai, ill. szerepei. Rendszeresen lépett fel itthon és külföldön. Nagy sikerű ária- és dalesteket tartott. Műsorára tűzte a ritkaságszámba menő, alig hallható, kevésbé közismert, ám értékes művek és szerzőik bemutatását.
1978-ban kezdte meg színházi (opera-, musical-, operett-énekesi) gyakorlatát. Németországi, majd hazai operatársulatok tagja lett.
A művészeti és oktatói tevékenysége mellett szakmai publikálással is foglalkozott. Az igényeknek megfelelően műfordításokat készített.
2011-ben negyvenhat év munkaviszonyt követően nyugdíjba vonult. Énekművészként jótékony célú hangversenyeken ma is fellép.

### Szakmai tevékenységéről, kiegészítésül néhány dokumentum (a teljesség igénye nélkül)

#### Oktatói tevékenység
- Színház- és Filmművészeti Egyetem Zenetanszék                               1974.09.01.-2011.07.31.
- Bartók Béla Zeneművészeti Konzervatórium Énektanszak Budapest             1984.09.01.-2011.07.30.
- Egressy Béni Zeneművészeti Konzervatórium Énektanszak Budapest           1998.09.01.-2002.07.30.
- Etűd Zeneművészeti Konzervatórium Énektanszak Budapest                         1999.09.01.-2006. 07.30.

#### Mesterkurzusok
Nemzetközi Muzsikus Fesztivál Balassagyarmat
Ember Csaba, művészeti-igazgató                     Ének-mesterkurzusok     1995-2002, évente 07.21. – 07.31.
Színház- és Filmművészeti Fesztivál Budapest            
Nagy Ferenc, tanszékvezető, egyetemi tanár    Énektanári Mesterkurzus     1998.08.21- 09.01.
Ének-művésztanári Mesterkurzus Budapest
Urbánné Vas Ágnes, művészeti-igazgató           Énekmódszertan gyakorlati megvalósítása;    Fáklya Klub Budapest, 2007.04.28.
Szakközépiskolai Továbbképzés Etűd Konzervatórium Bp.           
Urbánné Vas Ágnes, igazgató                            Ének-mesterkurzus                Budapest, 2000.08.22.- 09.03.

#### Posztgraduális előadások
Első Országos Énekpedagógiai Konferencia Budapest       
Magyar Margit, szakmai felelős  "Énekmódszertani és elméleti előadás”  Fővárosi Pedagógiai Intézet, Budapest, 2002.09.12-14.     
Struktúra és szemlélet váltás az énekpedagógiában       
A Magyar Énekkultúra Baráti Köre  „Az éneklés nyílt titkai”c. módszertan-előadás, Budapest, 2003.05.17.

#### Szakértői tevékenység
ETŰD Művészetoktatási és Zeneművészeti Szakközépiskola Énektanszak Pedagógiai Programjának szakvéleményezése           
Urbánné Vas Ágnes, igazgató Budapest, 1999.08.22.               
Egressy Béni Zeneművészeti Szakközépiskola Klasszikus Zenész Szakképzés Alapító Okiratának szakvéleményezése.                         
Balogh Gábor, igazgató Budapest, 2000.12.01.                 
„Új szakközépiskolai énekoktatási tanterv” közreműködés  Országos Pedagógiai Int. Budapest1997.                                                                                

## Énekművészi-, színházi-tevékenység
- Wagner-est                                                          Wagner Társaság Goethe Intézet Budapest, 1995.10. 25.
- „Musik über 3 Jahrhunderte” koncert                                                     Schauspielhaus Berlin, 1995.12.09.
- „Musik über 3 Jahrhunderte” koncert                                                      Meistersaal Hamburg, 1995.12.10.
- „Fiatal Művészek Nyári Fesztiválja” Díszelőadás                                 Tihanyi Apátság Tihany, 1997.08.18.
- „Könnyű, boldog évek” ária- és dalest                                                   Duna Palota Budapest, 1997.11.27.
- Liszt Ferenc: Requiem (Őszi Fesztivál)                                          Mátyás Templom Budapest, 1988.11.29.
- Franz Schubert: „Winterreise” dalciklus                             L. F. Régi Zeneakadémia Budapest, 1993.03.06.
- Haydn, Mozart, Beethoven dalai és áriái                                           Esterházy Kastély Fertőd, 1994.06.04.
- W. A. Mozart: Requiem                                                              Szent Mihály Templom Sopron, 1994.11.01.
- Tavaszi Fesztivál Sopron Operaest                                            Petőfi Sándor Színház Sopron, 1995.03.31.
- „Vasárnapi Muzsika” énekkoncert                                                    Karinthy Szalon Budapest, 2000.02.13.
- J. S. Bach: Húsvéti Oratórium                                       Liszt Ferenc Zeneakadémia Budapest, 2000.05.04.
- „Jöjj drága lantom” ária- dalest                                                              Nádor Terem Budapest, 2002.11.16.
- „Szálljon az ének” ária-,dal-,kamarahangverseny                                 Nádor Terem Budapest, 2010.05.22.
- Robert Hanells:„Reise mit Joujou”: Graf Breville                            C.M von Weber Theater Bernburg, 1978
- Giacomo Puccini:”Gianni Schicchi”: Marco                                    C.M.von Weber Theater Bernburg, 1978
- Bedrich Smetana: „Eladott menyasszony”: Misa gazda                                 Kleist Theater Frankfurt, 1979
- Szokolay Sándor: „Csalóka Péter”: Kocsmáros                               Magyar Televizió Budapest, 1980.10.07.
- Gaetano Donizetti: „Don Pasquale”: Don Pasqule                                           Kisfaludy Színház Győr, 1981
- I.P. Csajkovszkij: „Jolanta”:  Ibn-Hakia, mór orvos                                   Csokonai Színház Debrecen, 1981
- Gioacchino A. Rossini: „A sevillai borbély”: Doktor Bartolo                             Kisfaludy Színház Győr, 1982
- Giuseppe Verdi: „Rigoletto”: Sparafucile, Monterone                                       Kisfaludy Színház Győr, 1982
- Dale Wassermann:„La mancha lovagja”:Kormányzó, Fogadós                       Kisfaludy Színház Győr, 1982

### Publikáció (szakkönyvek, műfordítások)
- Kottaismeret (a zene alapfogalmai) jegyzet a Színház- és Filmművészeti Főiskola hallgatói számára, Színház- és Filmművészeti Egyetem, Budapest, 1990
- Út a természetes énekléshez (énekhangképzési módszertan), Akkord Kiadó Kft., Budapest, 1991

## Műfordításai
- Leonardo Vinci: A fiatal özvegy
- Antonio Caldara: Árnyas erdő
- Emanul Astorga: Vágytól űzve
- Joseph Haydn: Tiszta tekintet, A fájdalom gyönyöre
- Wolfgang A. Mozart: Drága Druck és Schluck
- Edward Grieg: A szülőföldhöz, Naplementekor, Búcsú, Margit bölcsődala
- Oscar Merikanto: Gyémánt orcád
- Vienzo Bellini: Melankólia
- Ch. Gounod: Margarita, Április, A csalogányhoz
- Franz Schubert: A győzelem, Isten Véled! stb.

A felsorolt művek műfordításai az Artisjus Magyar Szerzői Jogvédő Iroda Egyesület Budapest szerzői jogvédelme alatt állnak.